# Tatjana
Tatjana (russisch Татьяна) ist ein russischer weiblicher Vorname.

## Herkunft und Bedeutung
Beim Namen Tatjana handelt es sich um eine feminine Form des römischen Namens Tatianus, der auf den Namen des Sabinerkönig Titus Tatius zurückgeht. Die Herkunft von Tatius ist unbekannt und hat vermutlich einen sabinischen Ursprung. Gelegentlich wird ein Zusammenhang mit der attischen Verbform τάττω tatto (altgriechisch: τάσσω tasso) „aufstellen“, „ordnen“, „in Schlachtordnung stellen“ vermutet.

## Verbreitung
Der Name Tatjana ist insbesondere im slawischen Sprachraum verbreitet.
In Deutschland stieg die Beliebtheit des Namens Tatjana in den 1950er-Jahren an und hatte ihren Höhepunkt zwischen 1970 und 1990. Mitte der 1990er Jahre sank die Beliebtheit des Namens stark.

## Varianten

### Varianten
- Tatiana
- Tatiane
- Tatyana
- Tadjana
- Tatsiana
- französisch: Tatienne
- ukrainisch: Тетяна (Tetjana)
- belarussisch: Таццяна (Tazzjana)

### Kurzformen
- Tanja, Tania, Tânia
- Tanta
- Táňa
- Tanka
- Tatschke, Tatka
- Taja
- Tanjuschka, Tatjanuschka, Tatuschka, Tanjuscha, Tanetschka, Tatotschka

## Namenstag
Der orthodoxe und europäische Namenstag ist der 12. Januar, zurückgehend auf die Märtyrerin Tatjana von Rom. Nach dem russischen Kalender hat Tatjana am 25. Januar Namenstag.

## Bekannte Namensträgerinnen
- Tatjana Alexander (* 1969), deutsche Schauspielerin
- Tatjana Michailowna Anissimowa (* 1949), russische Leichtathletin
- Tatjana Borissowna Awerina (1950–2001), russische Eisschnellläuferin
- Tatjana Blacher (* 1956), deutsche Schauspielerin
- Tatjana Bulanowa (* 1969), russische Popsängerin
- Tatiana Čecháková-Vilhelmová (* 1978), tschechische Schauspielerin
- Tatjana Clasing (* 1964), deutsche Schauspielerin
- Tatjana Ehammer (* 1999), österreichische Freestyle-Skierin und Leichtathletin
- Tatjana Geßler (* 1973), deutsche Fernsehmoderatorin
- Tatiana Golovin (* 1988), französische Tennisspielerin
- Tatiana Grigorieva (* 1975), australische Leichtathletin und Fotomodell
- Tatjana Gsell (* 1971), deutsche Schauspielerin
- Tatjana Gsovsky (1901–1993), russisch-deutsche Tänzerin, Choreografin und Ballettmeisterin
- Tetjana Hladyr (* 1975), ukrainische Langstreckenläuferin
- Tatjana Hüfner (* 1983), deutsche Rennrodlerin
- Tatjana Iwanow (1925–1979), deutsche Schauspielerin und Sängerin
- Tatjana Wassiljewna Kasankina (* 1951), russische Leichtathletin
- Tatjana Kästel (* 1982), deutsche Schauspielerin
- Tatjana Wladimirowna Kotowa (* 1976), russische Leichtathletin
- Tatjana Lange (* 1949), deutsche Ingenieurin und Professorin für Regelungstechnik
- Tatjana Lebedewa (* 1973), russische Skirennläuferin
- Tatjana Romanowna Lebedewa (* 1976), russische Leichtathletin
- Tatjana Lisnic (Tatiana Lisnic; * 1974), moldauische Opernsängerin
- Tazzjana Ljadouskaja (* 1966), belarussische Hürdenläuferin
- Tatjana Lyssenko (* 1983), russische Hammerwerferin
- Tatjana Malek (* 1987), deutsche Tennisspielerin
- Tatjana Alexandrowna Nawka (* 1975), russische Eistänzerin
- Tatjana Ohm (* 1969), deutsch-bosnische Fernsehmoderatorin
- Tatjana Patitz (1966–2023), deutsches Mannequin, Fotomodell und Schauspielerin
- Tatjana Petrowna Prowidochina (* 1953), russische Leichtathletin
- Tatjana Rjabkina (* 1980), russische Orientierungsläuferin
- Tatjana Nikolajewna Romanowa (1897–1918), zweitälteste Tochter des letzten russischen Zarenpaares
- Tatjana Konradowna Rosenthal (1884–1921), russische Neurologin und Psychoanalytikerin
- Tatjana Alexejewna Rubzowa (* 1962), russische Schachspielerin
- Tatjana Ruhland (* 1972), deutsche Flötistin und Hochschullehrerin
- Tatjana Gennadjewna Rwatschewa (* 1986), russische Ski-Orientierungsläuferin
- Tatjana Sais (1910–1981), deutsche Kabarettistin, Schauspielerin und Synchronsprecherin
- Tetjana Samolenko-Dorowskych (* 1961), ukrainische Leichtathletin
- Tatjana Jakowlewna Satulowskaja (1935–2017), russische Schach-Großmeisterin
- Tatjana Jury (* 1963), deutsche Fernsehmoderatorin
- Tatjana Schneider (* im 20. Jh.), deutsche Archtekturprofessorin
- Tatjana Schtschelkanowa (1937–2011), russische Leichtathletin
- Tatja Seibt (* 1944), deutsche Schauspielerin
- Tatjana Šimić (* 1963), niederländische Schauspielerin und Sängerin kroatischer Herkunft
- Tatiana Sorokko (* 1971), russisches und amerikanisches Model
- Tatjana Thomas (* im 20. Jh.), deutsche Schauspielerin und Synchronsprecherin
- Tatjana Nikititschna Tolstaja (* 1951), russische Schriftstellerin
- Tatjana Iwanowna Tomaschowa (* 1975), russische Leichtathletin
- Tatjana Iwanowna Totmjanina (* 1981), russische Eiskunstläuferin
- Tatjana Turanskyj (1966–2021), deutsche feministische Filmregisseurin, Filmproduzentin, Drehbuchautorin, Schauspielerin und Performerin
- Tatjana Germanowna Wlassowa (* 1977), russische Ski-Orientierungsläuferin

## Medien
- Tatjana ist ein 1937 erschienener britischer Spielfilm mit Marlene Dietrich
- Tatjana ist eine 1944 erschienene Novelle von Curt Goetz, siehe Tatjana (Curt Goetz)
- Tatjana ist der Titel eines Spielfilms von Aki Kaurismäki aus dem Jahr 1994 mit Kati Outinen in der Hauptrolle, siehe Tatjana – Take Care Of Your Scarf